# 澤特雷尼鄉
44°46′N 23°51′E / 44.767°N 23.850°E
澤特雷尼鄉（羅馬尼亞語：Comuna Zătreni, Vâlcea），是羅馬尼亞的鄉份，位於該國西南部，由沃爾恰縣負責管轄，面積79平方公里，海拔高度233米，2002年人口2,696，人口密度每平方公里34人。